# Daphne Arden

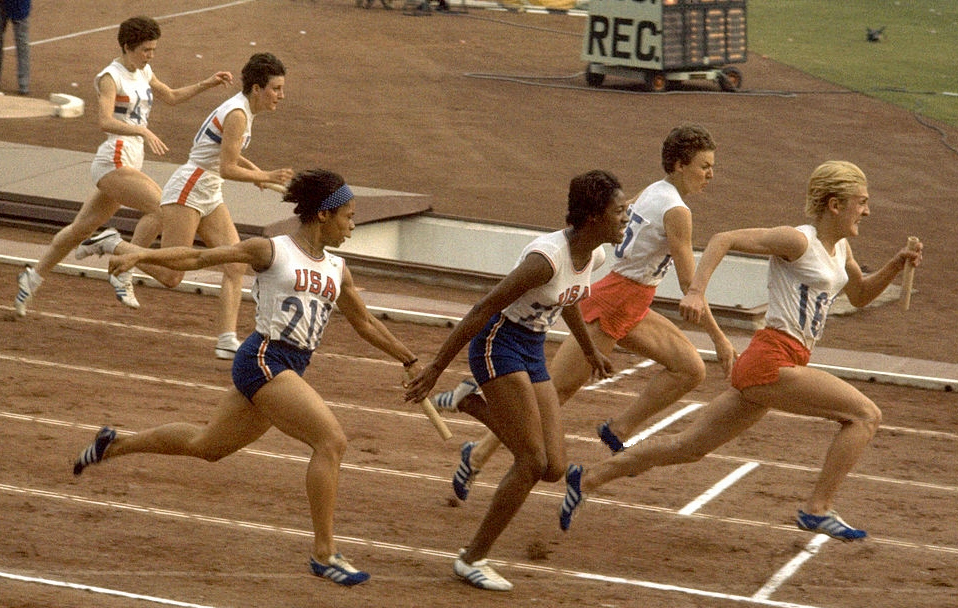

Daphne Arden (Reino Unido, 29 de diciembre de 1941) fue una atleta británica, especializada en la prueba de 4 x 100 m en la que llegó a ser medallista de bronce olímpica en 1964.

## Carrera deportiva
En los JJ. OO. de Tokio 1964 ganó la medalla de bronce en los relevos 4 x 100 metros, con un tiempo de 44.0 segundos, llegando a meta tras Polonia que con 43.6 s batió el récord del mundo, y Estados Unidos (plata), siendo sus compañeras de equipo: Mary Rand, Janet Simpson y Dorothy Hyman.